# Rock Is a Lady's Modesty
Rock Is a Lady's Modesty (ロックは淑女レディの嗜みでして, Rokku wa Redi no Tashinami deshite, litt. Le rock est un goût de dame) est un manga écrit et illustré par Hiroshi Fukuda (ja). La série est publiée depuis octobre 2022 par le magazine Young Animal de l'éditeur Hakusensha. Une adaptation en anime, produite par le studio Bandai Namco Pictures, est diffusée d'avril à juin 2025 sur Anime Digital Network.

## Personnages
Lilisa Suzunomiya (鈴ノ宮 りりさ, Suzunomiya Ririsa)
Voix japonaise : Akira Sekine (ja)
Otoha Kurogane (黒鉄 音羽, Kurogane Otoha)
Voix japonaise : Miyuri Shimabukuro (ja)
Tina Isemi (院瀬見 ティナ, Isemi Tina)
Voix japonaise : Ayaka Fukuhara (ja)
Tamaki Shiraya (白矢 環, Shiraya Tamaki)
Voix japonaise : Natsumi Fujiwara (ja)

## Manga
Rock Is a Lady's Modesty est écrit et dessiné par Hiroshi Fukuda (ja). Il est publié sur le magazine Young Animal de l'éditeur Hakusensha depuis le 28 octobre 2022. Hakusensha publie la série sous format tankōbon à partir du 28 avril 2023. Le 28 mars 2025, 7 volumes ont été publiés au Japon.

### Liste des volumes
| 1 | 28 avril 2023    | 978-4-592-16476-0 |  |  |
| 2 | 29 juin 2023     | 978-4-592-16477-7 |  |  |
| 3 | 27 octobre 2023  | 978-4-592-16478-4 |  |  |
| 4 | 29 février 2024  | 978-4-592-16479-1 |  |  |
| 5 | 29 juillet 2024  | 978-4-592-16480-7 |  |  |
| 6 | 28 novembre 2024 | 978-4-592-16716-7 |  |  |
| 7 | 28 mars 2025     | 978-4-592-16717-4 |  |  |
| 8 | 29 août 2025     | 978-4-592-16718-1 |  |  |

## Anime
L'adaptation en anime est annoncée en juillet 2024,. Elle est réalisée au sein du studio Bandai Namco Pictures par Shinya Watada avec Ōri Yasukawa comme asistant réallisateur, sur un scénario de Shōgo Yasukawa (ja) et un character design de Risa Miyadani. La série est diffusée du 3 avril au 26 juin 2025 sur TBS et les chaines affilées,.
Le générique de début est Ready to Rock, interprété par Band-Maid tandis que Little Glee Monster (ja) interprète le générique de fin intitulé Yume Janai nara Nan'na no sa (夢じゃないならなんなのさ).

### Liste des épisodes
| No | Titre français                                                                    | Titre japonais                                                  | Titre japonais                                                            | Date de 1re diffusion |
| No | Titre français                                                                    | Kanji                                                           | Rōmaji                                                                    | Date de 1re diffusion |
| -- | --------------------------------------------------------------------------------- | --------------------------------------------------------------- | ------------------------------------------------------------------------- | --------------------- |
| 1  | Bien le bonjour ♡ / Autant arrêter la guitare direct !                            | ごきげんよう♡ / そんなギターやめちまえ!!!                       | Gokigenyō ♡ / Sonna gitā yamechimae!!!                                    | 3 avril 2025          |
| 2  | Entremêlons-nous ♡ / Je ne l'accepterai jamais !                                  | 交わりましょう♡ / 絶対、認めない！                              | Majiwarimashou ♡ / Zettai, mitomenai!                                     | 10 avril 2025         |
| 3  | Place au plaisir, maintenant !!! / Et si on formait un groupe ?                   | やりましょう!!! 気持ちいい事!!! / バンド組まない？              | Yarimashō!!! Kimochīi koto!!! / Bando kumanai？                           | 17 avril 2025         |
| 4  | On recrute ? / Je trouverai un moyen de les chasser !                             | メン募してみる？ / 追い出してやる！                             | Menbo shite miru ? / Oidashiteyaru!                                       | 24 avril 2025         |
| 5  | C'est excitant ♡ / La mienne est plus grosse !                                    | ドキドキしますわね♡ / こっちは出してんだ、テメーも出してみろ!!! | Dokidoki shimasu wa ne ♡ / Kocchi wa dashite nda, temē mo dashite miro!!! | 1er mai 2025          |
| 6  | Laisse-moi rejoindre ton groupe ! / Abandonne-la sur-le-champ                     | メンバーに入れてくれないか…？ / 今すぐ、あいつは捨てろ          | Menbā ni irete kurenai ka…? / Ima sugu, aitsu wa sutero                   | 8 mai 2025            |
| 7  | Je veux changer ! / Fais au moins aussi bien, nullos                              | 僕は、自分を変えたい…！ / これぐらいこなせよ、下手くそ          | Boku wa, jibun o kaetai…! / Kore gurai konaseyo, hetakuso                 | 15 mai 2025           |
| 8  | C'est jamais gâché ! / J'ai une petite botte secrète ♡                            | ムダなワケないでしょ!! / 秘策がありますわ♡                      | Muda na wake naidesho!! / Hisaku ga arimasu wa ♡                          | 22 mai 2025           |
| 9  | Ça va être à nous ! ♡ / Vous tous… fermez bien vos gueules !                      | いよいよ私達の番ですわね♡ / 全部、うるせえんだよ!!!             | Iyoiyo watashi tachi no bandesu wa ne ♡ / Zenbu, uruse e nda yo!!!        | 29 mai 2025           |
| 10 | Tu peux faire bien mieux ! / J'ai envie de refaire du rock, avec ces filles-là !  | あんなもんじゃねぇだろ!! / あいつらと、ロックがしたい!!!        | An'na mon janedaro!! / Aitsura to, rokku ga shitai!!!                     | 5 juin 2025           |
| 11 | Je veux devenir Noble dame / Ce n'est qu'un jeu                                   | 高潔な乙女になりたくて / ただ、踊らせるだけ                     | Nōburumeiden ni narita kute / Ta da, odora seru dake                      | 12 juin 2025          |
| 12 | Je ne souhaite pas participer / Je compte bien prouver qu'on est les meilleures ! | 辞退させていただきますわ / ただ、最高だって証明してやる!!!      | Jitai sasete itadakimasu wa / Saikō datte shōmei shite yaru!!!            | 19 juin 2025          |
| 13 | Rock Lady                                                                         | ロックレディ                                                    | Rokkuredi                                                                 | 26 juin 2025          |

## Réception
Pour son premier volume, la série est recommandée via un commentaire figurant sur les obi entourant les couvertures des tomes de Aki Hamaji, l'auteure de Bocchi the Rock!.

### Annotations
1. ↑  Les titres français de l'adaptation en anime proviennent de Animation Digital Network.

### Œuvres
Édition japonaise
1. 1 2  (ja) « ロックは淑女の嗜みでして 1 », sur Hamoto (consulté le 6 avril 2025)
2. 1 2  (ja) « ロックは淑女の嗜みでして 2 », sur Hamoto (consulté le 6 avril 2025)
3. 1 2  (ja) « ロックは淑女の嗜みでして 3 », sur Hamoto (consulté le 6 avril 2025)
4. 1 2  (ja) « ロックは淑女の嗜みでして 4 », sur Hamoto (consulté le 6 avril 2025)
5. 1 2  (ja) « ロックは淑女の嗜みでして 5 », sur Hamoto (consulté le 6 avril 2025)
6. 1 2  (ja) « ロックは淑女の嗜みでして 6 », sur Hamoto (consulté le 6 avril 2025)
7. 1 2  (ja) « ロックは淑女の嗜みでして 7 », sur Hamoto (consulté le 6 avril 2025)
8. 1 2  (ja) « ロックは淑女の嗜みでして 8 », sur Hamoto (consulté le 28 juillet 2025)